# Cella (Reggio Emilia)
Cella o Villa Cella (La Çèla in dialetto reggiano; Cellæ in latino) è una frazione (o villa) del comune di Reggio nell'Emilia.

## Geografia fisica
Cella sorge lungo la Strada statale 9 Via Emilia, a 8,5 km ad ovest da Reggio nell'Emilia. Confina a nord con i comuni di Campegine e Cadelbosco di Sopra, ad est con le frazioni di Roncocesi e Pieve Modolena, a sud con il comune di Cavriago e ad ovest con la frazione di Cadè.

## Storia
Cella viene nominata per la prima volta in un documento del 1006 nel quale risultava che il luogo fosse di proprietà dell'Abbazia di Nonantola. Nel 1311 Guidoriccio da Fogliano occupò la Torre del Vescovo, un maniero che sorgeva lungo la strada per Cavriago. Nel 1315 Cella era all'interno del territorio del Libero Comune di Reggio. La Torre del Vescovo, data la sua notevole importanza strategica, fu occupata nel 1375 da Azzo da Correggio e nel 1420 da Ottobuono de' Terzi. Cella divenne un comune autonomo nel 1447 e durante l'età napoleonica. cambia il testo mantenendolo simile di Attorno al XI secolo diversi beni in loco passarono dal Contado di Parma al monastero di San Prospero extra mœnia di Reggio. Già nel 1055 a Cella era presente un castello, poco più a nord della vecchia chiesa parrocchiale, oggi in rovina e situata a settentrione della via Emilia. Il castello fu poi donato alla Cattedrale di Reggio dal conte Ardoino del Contado di Parma (1058) e figura nominato, insieme alla chiesa, fra i beni dei monaci di Nonantola che successivamente li alienarono al Vescovo di Reggio (XIII secolo).
Attualmente nel posto in cui sorgeva il castello è situato un complesso di case coloniche. La primitiva chiesa di San Silvestro, titolare della parrocchia di Cella, fu riedificata nel 1231 dal vescovo Maltravesi e a metà del '400 fu edificata la canonica. Visto lo stato di degrado che la contraddistingueva, la chiesa parrocchiale fu ricostruita nel 1681 e dismessa negli anni 1960 a causa dello spostamento e del conseguente sviluppo del centro di Cella lungo la via Emilia. L'antico complesso religioso, purtroppo, è oggi ridotto a un rudere. Dal 1447 al 1815 Cella fu comune autonomo, poi unito a Reggio. Luogo di confine fra le giurisdizioni del vescovo di Reggio e di quello di Parma, a Cella, poco prima del rio della Torretta, era presente la cosiddetta “torre del vescovo”, distrutta nel XVI secolo. Verso Parma, in via Guardanavona, era invece situato un castello costruito dai ghibellini di Parma (1280), intitolato alla S. Croce, successivamente ceduto al marchese Azzo d'Este (1305). Il territorio conta anche l'antica località di Casaloffia, già appartenuta ai Da Correggio e dotata di un castello (distrutto nel 1449). Successivamente Casaloffia è stata il centro di una vasta tenuta agricola dotata di una piccola chiesa assieme alla corte agricola della Barisella (1830-40 ca). I numerosi mulini un tempo presenti in loco sono stati, fino a metà '900, importanti segni dell'economica agricola che per secoli ha contraddistinto il territorio. Degni di nota erano, in primis, il “Mulinazzo” di Barisella e il “Mulino della Cella”. Il “Mulinazzo” di Barisella, munito di due ruote orizzontali e una pila da riso, era alimentato dalle sorgive Macera e provvedeva anche alla lavorazione del riso visto che in loco furono presenti anche delle risaie. Il “Mulino della Cella”, esistente già nel '400 e di proprietà dei parmigiani conti Carrega, era azionato da tre ruote orizzontali alimentate dal Canale di Bibbiano, che dal mulino in poi muta il nome di San Silvestro. Dal 1940 fu dotato di turbina, che produceva corrente elettrica anche per le vicine frazioni di Cella, Cadè, Roncocesi, Pieve e parte di Cavriago. Chiuse i battenti nel 1966.
Cella ha, da sempre, una fiera autonomia comunitaria emersa con forza già nei secoli scorsi: a inizio '700 la popolazione della villa riuscì a sconfiggere saccheggi da parte di eserciti francesi e germanici, alluvioni, la peste e dei criminali che verso il 1830 attentano alla canonica della parrocchia. Nel 1908 fu costruita la prima cooperativa e Casa del Popolo, realizzata interamente dal volontariato della frazione, poi sostituita da un nuovo edificio nel 1962. Per la sua collocazione sulla via Emilia, la villa ebbe un ruolo di prim'ordine nella Guerra di Liberazione 1943-1945 e la popolazione diede un forte contributo alla Resistenza, anche pagandolo a caro prezzo con diversi caduti. Nel secondo dopoguerra e per tutta la guerra fredda molto forti furono le tensioni fra la componente laica e fedele al Partico comunista (ampiamente maggioritaria) e la componente cattolica della frazione. Tuttavia in questo periodo fu realizzata la Casa della Carità che da sempre ha unito le due “fazioni”. Nel 1977 laddove sorgeva una pista da go-kart aprì la celebre discoteca Marabù, una delle più grandi d'Italia, che chiuse i battenti nel 2000. Attualmente Cella è una comunità viva, la cui vita sociale è polarizzata sulla parrocchia, sul circolo Arci e anche sulle tante strutture sportive e sociali che la caratterizzano, fra cui anche una strutturata rete di piccoli esercizi commerciali.
Nell'XI secolo, diversi beni situati nel Contado di Parma furono trasferiti al monastero di San Prospero extra mœnia di Reggio. Nel 1055, già si trovava un castello a Cella, poco più a nord della vecchia chiesa parrocchiale, che oggi è in rovina e si trova a settentrione della via Emilia. Successivamente, il castello fu donato alla Cattedrale di Reggio dal conte Ardoino del Contado di Parma nel 1058. Insieme alla chiesa, il castello era elencato tra i beni dei monaci di Nonantola, che in seguito li cedettero al Vescovo di Reggio nel XIII secolo.
Attualmente, sul luogo dove sorgeva il castello, si trova un complesso di case coloniche. La chiesa originale di San Silvestro, che era la parrocchia di Cella, fu ricostruita nel 1231 dal vescovo Maltravesi, e a metà del XV secolo fu costruita la canonica. A causa del suo stato di degrado, la chiesa parrocchiale fu ricostruita nel 1681, ma è stata abbandonata negli anni '60 a causa dello spostamento e dello sviluppo del centro di Cella lungo la via Emilia. Purtroppo, l'antico complesso religioso è oggi ridotto a un rudere.
Dal 1447 al 1815, Cella è stata un comune autonomo, poi unito a Reggio. Situata al confine tra le giurisdizioni del vescovo di Reggio e di quello di Parma, a Cella si trovava la cosiddetta "torre del vescovo", distrutta nel XVI secolo, poco prima del rio della Torretta. In direzione di Parma, lungo via Guardanavona, si trovava un castello costruito dai ghibellini di Parma nel 1280, intitolato alla Santa Croce, che in seguito fu ceduto al marchese Azzo d'Este nel 1305. Nella zona c'era anche l'antica località di Casaloffia, che un tempo apparteneva ai Da Correggio e aveva un castello (distrutto nel 1449). In seguito, Casaloffia divenne il centro di una vasta tenuta agricola con una piccola chiesa e la corte agricola della Barisella (circa 1830-40).
I numerosi mulini che un tempo si trovavano nella zona erano segni importanti dell'economia agricola che ha caratterizzato il territorio per secoli. In particolare, il "Mulinazzo" di Barisella, dotato di due ruote orizzontali e una pila da riso, era alimentato dalle sorgive Macera e svolgeva anche la lavorazione del riso, dato che nella zona erano presenti risaie. Il "Mulino della Cella", esistente già nel XV secolo e di proprietà dei conti Carrega di Parma, era azionato da tre ruote orizzontali alimentate dal Canale di Bibbiano, che cambiava nome in San Silvestro dopo il mulino. A partire dal 1940, fu dotato di una turbina che forniva anche energia elettrica alle frazioni vicine di Cella, Cadè, Roncocesi, Pieve e parte di Cavriago. Chiuse nel 1966.
Cella ha sempre avuto una forte autonomia comunitaria, che si è manifestata già nei secoli passati. All'inizio del XVIII secolo, la popolazione del paese riuscì a respingere saccheggi da parte di eserciti francesi e germanici, a fronteggiare alluvioni, la peste e attacchi criminali alla canonica della parrocchia intorno al 1830. Nel 1908 fu fondata la prima cooperativa e Casa del Popolo, costruita interamente dal volontariato della frazione, poi sostituita da un nuovo edificio nel 1962. Grazie alla sua posizione sulla via Emilia, Cella ebbe un ruolo di primo piano durante la Guerra di Liberazione (1943-1945) e la popolazione diede un contributo significativo alla Resistenza, anche pagando un prezzo alto con numerosi caduti. Nel dopoguerra e durante la guerra fredda, le tensioni tra la componente laica, prevalentemente legata al Partito Comunista, e la componente cattolica del paese furono molto forti. Tuttavia, in questo periodo fu costruita la Casa della Carità, che ha sempre cercato di unire le due "fazioni". Nel 1977, al posto di una pista da go-kart, aprì la famosa discoteca Marabù, una delle più grandi d'Italia, che chiuse nel 2000. Attualmente, Cella è una comunità vivace, con una vita sociale incentrata sulla parrocchia, il circolo Arci e numerose strutture sportive e sociali, tra cui una rete ben strutturata di piccoli esercizi commerciali.

## Monumenti e luoghi d'interesse
- Chiesa parrocchiale di San Silvestro Papa

## Infrastrutture e trasporti

### Strade
Il centro della frazione è lambito a nord dalla ferrovia Milano-Bologna ed è attraversato dalla SP 62 che collega l'abitato al comune di Cavriago
Inoltre Villa Cella è attraversata dalla linea 8 di SETA che collega Il centro di Reggio Emilia a Sant’Ilario d’Enza, disponendo di 3 fermate di cui un capolinea.
Sovrappasso pedonale
Nei primi anni 2000 venne progettato un sovrappasso pedonale per consentire l’attraversamento della via Emilia, da parte dei pedoni, in totale sicurezza. L’opera costò, in lire, l’equivalente di 700.000 euro. Prevedeva 2 scale mobili e 2 ascensori, tutti mai entrati in funzione.
Il sovrappasso ha sin da subito riscosso pareri negativi da parte degli abitanti di Cella e non solo, ed è stato motivo di molte discussioni nel corso degli anni. Di fatto, non fu mai utilizzato dai pedoni e riversava in uno stato di degrado. 
Il 6 ottobre 2024, dopo 24 anni di esistenza, l’opera è stata demolita.

## Sport
Ha sede nella frazione la società calcistica A.S.D. Virtus Libertas che milita attualmente in Prima Categoria ed è composta anche da un settore giovanile. È inoltre presente all'interno del centro sportivo, la palestra comunale "Amilcare Bedogni" ad utilizzo polivalente.